# لوئیس هنریکه
لوئیس هنریکه (انگلیسی: Luis Henrique؛ زادهٔ ۲۱ اوت ۱۹۹۳) ورزشکار هنرهای رزمی ترکیبی اهل برزیل است. وی از سال ۲۰۱۱ میلادی تاکنون مشغول فعالیت بوده‌است.